# Musée de Flandre

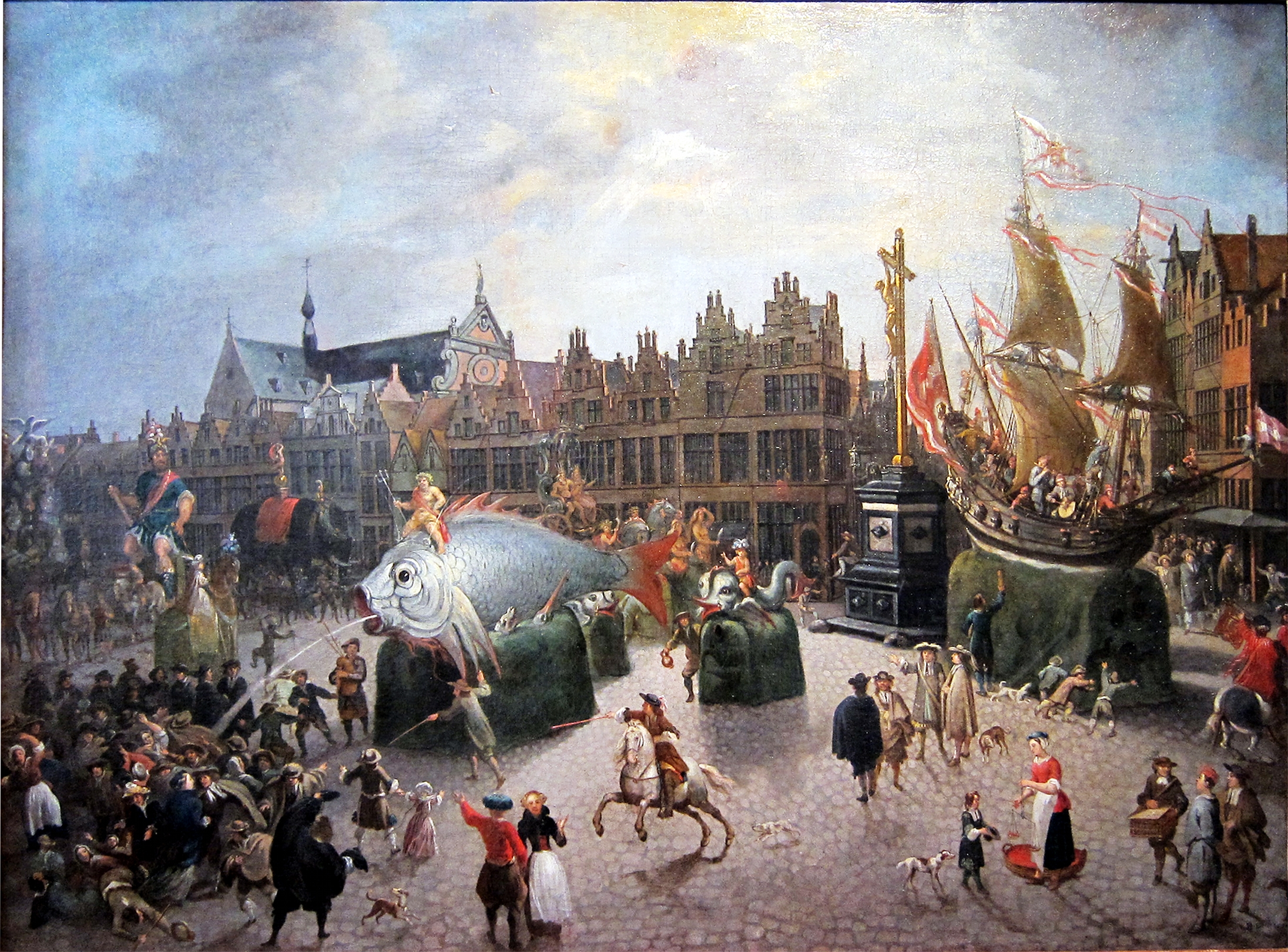
Erasmus de Bie, Carnavalsstoet op de Meir te Antwerpen

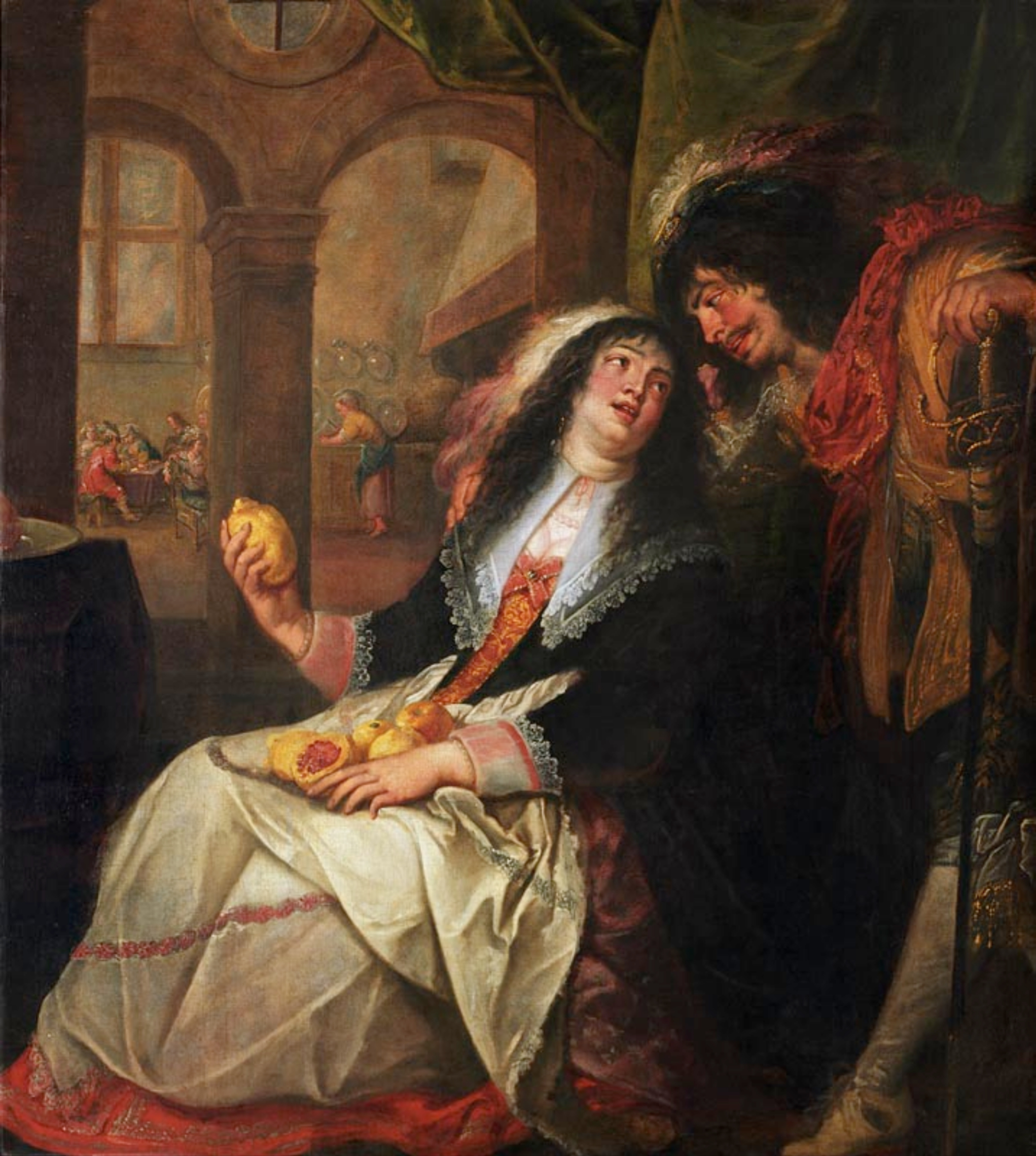
Simon de Vos, Scène galante

Het Musée de Flandere (Museum van Vlaanderen) is een Frans departementaal museum in de gemeente Kassel, gelegen aan het Grand'Place, in het Noorderdepartement.

## Geschiedenis
De oorsprong van het museum ligt in 1837, toen Charles Vanoverschelde zijn verzameling natuurhistorische objecten verkocht aan een stichting. De verzameling werd tentoongesteld in het voormalige stadhuis, en in 1889 werd het een gemeentelijk museum. Het museum ontving vele schenkingen, waaronder etnografische- en kunstvoorwerpen.
Nadat Maarschalk Foch, geallieerd bevelhebber, zich in 1914 in Kassel had gevestigd, schonk hij een aantal herinneringen, waaronder zijn generaalskepie. In 1938 werd door zijn weduwe ook zijn uniform geschonken. Men overwoog toen om een museum van de Eerste Wereldoorlog te stichten.
Toen de Duitsers bij het begin van de Tweede Wereldoorlog snel oprukten besloot men de belangrijkste stukken van het museum in veiligheid te brengen. Dat was verstandig, want het voormalig stadhuis werd in 1940 gebombardeerd.
Na de Tweede Wereldoorlog werd het museum provisorisch ondergebracht. In 1951 werd nog een collectie militaria geschonken, maar de stad kon zich geen twee musea veroorloven.
Sinds 1964 was het museum gevestigd in het Hôtel de la Noble Cour als Musée d'Histoire et du Folklore de Cassel. Het omvatte dus niet de verzameling oorlogsherinneringen. In 1997 werd het door de gemeente aan het departement overgedragen en ook werd het gesloten om veiligheidsredenen. In 2007 besloot men toe te werken naar heropening en in 2010 vond deze plaats.

## Museum
De totale collectie omvat ruim 6.000 objecten die op de stad en zijn bewoners betrekking hebben, zoals Romeinse en middeleeuwse oudheden, heemkundige en folkloristische voorwerpen, Kassels aardewerk. Ook zijn er een aantal schilderijen van de 16e eeuw en later, beeldhouwwerken van de 15e tot de 20e eeuw, 16e-eeuwse gravures en ook eigentijdse kunst.
1. ↑  bezoekerscijfers van 2016.